# Jiading Xi
Jiading Xi (chiń. 嘉定西站) – stacja metra w Szanghaju, na linii 11. Zlokalizowana jest pomiędzy stacjami Baiyin Lu i Jiading Bei. Została otwarta 31 grudnia 2009.